# Fort Kearny

Rutas hacia el oeste en el estado de Nebraska. En azul, la ruta de los mormones; en rojo la ruta de Oregón y California. Fort Kearny es el punto negro.

El Fuerte Kearny es un sitio histórico fundado en 1848 por el Ejército de los Estados Unidos en el centro sur del estado estadounidense de Nebraska. Fue nombrado en honor al coronel, y más tarde general, Stephen W. Kearny. El fuerte estaba localizado en la ruta de Oregón, cerca de Kearney, Nebraska. La ciudad de Kearney tomó su nombre del fuerte; la "e" fue añadida por los carteros, que habitualmente confundían la ciudad.
El fuerte se convirtió en un punto importante de las rutas que iban hacia el oeste: la ruta de los mormones, y la ruta de Oregón y California.